# Maria Pia De Vito
Maria Pia De Vito es una cantante de jazz, compositora y arreglista italiana. 

## Carrera
Nacida en 1960 en Nápoles, Italia, estudió ópera, canto contemporáneo, teoría musical y armonía. Comenzó su carrera musical en el año 1976 como cantante y guitarrista (y, más tarde, como pianista) en grupos folk, especializados en la música popular del Mediterráneo y los Balcanes. Sus primeros conciertos como vocalista le permitieron, también, desarrollar habilidades como instrumentista (tocando la guitarra, la mandolina, y varios instrumentos de percusión).
Desde la década de 1980 ha estado activa en la escena del jazz como cantante. Ha trabajado con el Art Ensemble of Chicago, Michael Brecker, Uri Caine, Peter Erskine, Paolo Fresu, Billy Hart, Maria João, Dave Liebman, Gianluigi Trovesi, Steve Turre, Miroslav Vitous, y Joe Zawinul. Actúa en los principales festivales italianos e internacionales (Londres, Bath, Berlín, Le Mans, Dublín, Marsella, Lisboa, Umbría Jazz, Clusone, Roccella Ionica, Atina,  etc) y realiza giras por Europa (Francia, Inglaterra, Alemania, España, Portugal, Holanda, Suiza, Irlanda, y Austria), y con cuyas experiencias consiguió alcanzar una gran madurez expresiva. 
Además se trasladó una temporada a Nueva York, donde trabajó en el mítico Birdland y en el Perfomance Garage colaborando con la coreógrafa Roberta Escamilla Garrison. 
También ha trabajado con el compositor británico Colin Towns y con el pianista John Taylor.

## Discografía

### Como líder o colíder
- Nauplia con Rita Marcotulli (Egea, 1995)
- Fore Paese (Polosud, 1996)
- Phoné (Egea, 1998)
- Triboh con Rita Marcotulli, Arto Tunçboyacıyan (Polosud, 1998)
- Verso con Ralph Towner, John Taylor (Provocador, 2000)
- Nel Respiro (Provocador, 2002)
- Tumulti (Il Manifesto, 2003)
- So Right con Danilo Rea, Enzo Pietropaoli (CAM Jazz, 2005)
- Jazzitaliano Live 2007 (Casa del Jazz, 2007)
- Il Pergolese (ECM, 2013)
- Lazy Songs con Enzo Pietropaoli (Casa del Jazz, 2016)

Con otros

- 292, Tino Tracanna (1990)
- Song Tong, Paolo Damiani (1991)
- Corsari, Claudio Lodati Dac'corda (Splasc, 1991)
- Un Veliero All'Orizzonte, Pietro Tonolo (Egea, 1997)
- Still Life, Colin Towns (Provocateur, 1998)
- Dreaming Man con Blue Suede Shoes, Colin Towns (Provocateur, 1999)
- Gesualdo, Tino Tracanna (1999)
- Stolen Songs, Enzo Pietropaoli (1999)
- Sacred Concert/Jazz Te Deum, Giorgio Gaslini (2002)
- Chorale, Simone Guiducci (2003)
- Hidden C, Henning Sieverts (2004)
- Nowhere & Heaven, Colin Towns (2004)
- 41st Parallel, Woodstore Quintet (2005)
- Dialektos con Huw Warren (Parco Della Musica, 2008)
- One Heart, Three Voices, David Linx, Diederik Wissels (E-motive, 2005)
- 'O Pata Pata con Huw Warren, Ralph Towner (Parco Della Musica, 2011)
- Il Brutto Anatrocolo, Giorgio Gaslini, Paolo Fresu, Benito Urgu, Orchestra Jazz Della Sardegna (Time in Jazz, 2008)[3][4]